# توني دايز
توني فيليسيانو ريفيرا (من مواليد 31 مايو 1982) المشهور باسمه الفني توني دايز (بالإسبانية:Tony Dize) ، هو مغني أمريكي من أصل بورتوريكو. كان أول أداء مسجل له من ألبوم Blin Blin، Vol ، مع ويسين و ياندل في عام 2003، وبعد ذلك تعاون مع فنانين آخرين من هذا النوع وأصدر لاحقًا ألبومه الأول في عام 2008 بعنوان La Melodía De La Calle (بالعربية «لحن الشارع») تحت WY Records and Machete Music . وقع مع Pina Records وأصدر La Melodía De La Calle: تم التحديث في عام 2009.

## ديسكوغرافيا

### ألبومات الاستوديو
- 2008: لا ميلوديا دي لا كالي
- 2009: لا ميلوديا دي لا كالي: مُحدَّث
- 2015: لا ميلوديا دي لا كالي، الموسم الثالث

### الأغاني الفردية
- "Quizás" (2007)
- "Permitame" (يتميز ياندل) (2008)
- "Entre Los Dos" (2008) من تأليف Wise "The Gold Pen"
- "Vamos Ha Hacerlo" (يضم Jayko "El Prototipo") (2008)
- "Mi Mayor Atracción" (2009)
- «المعزوفات المنفردة» (تتضمن بلان بي(ثنائي)) (2010)
- «الدكتورة» (2009) من تأليف وايز ذا غولدن بين
- "Mi Amor Es Pobre" (يضم أركانهيل وكين واي) (2010) من تأليف Wise The Gold Pen
- "Terminalo" (2011)
- "Un Chance" (2011)
- "Si Me Safe" (2012)
- "Al Limite De La Locura" (2012)
- "Bandida" (يتميز فولتيو) (2012)
- "Bandida" (Remix) (يضم فولتيو ويومو) (2013)
- "Prometo Olvidarte" (2013) من تأليف Wise The Gold Pen
- "No Pretendo Enamorarte" (2014)
- "Prometo Olvidarte (Remix)" (يتميز ياندل) (2014) من تأليف Wise The Gold Pen
- "Hasta Verla Sin Na" (يضم أركانهيل) (2014)
- «روليتا روسا» (2014)
- "Duele El Amor" (2015)
- "Si Te Llego A Perder" (2015)
- " Bachata en Fukuoka - ريمكس (مع خوان لويس غيرا) (2010)
- "Si no le contesto" - ريمكس (مع بلان بي وزايون و لينوكس (2010)
- " La Despedida " - ريمكس (مع دادي يانكي) (2010)
- "Hoy Lo Siento" (مع زايون و لينوكس) (2011)
- "Senda Maniática" (نيخو و دالماتا) (2011)
- "Deja Ver" (ألكسيس و فيدو) (2011)
- "La Corriente" (مع باد باني، الألبوم: Un Verano Sin Ti [2]) (2022)